# Kevin Finnegan
Kevin Finnegan (* 18. April 1948 in Iver, Buckinghamshire; † 23. Oktober 2008 in Hillingdon, Middlesex) war ein britischer Boxer im Mittelgewicht. Er war dreifacher britischer Meister und zweifacher Europameister der EBU.

## Karriere
Kevin Finnegan war der Bruder des Olympiasiegers Christopher Finnegan und begann 1970 mit dem Profiboxen. Im Februar 1974 wurde er mit einem Punktesieg gegen Bunny Sterling britischer Meister und gewann im Mai 1974 den Europameistertitel gegen Jean-Claude Bouttier (Bilanz: 63-5). Bouttier hatte 1972 und 1973 jeweils gegen Carlos Monzón um die Weltmeisterschaft gekämpft. In der ersten Titelverteidigung verlor Finnegan den EM-Gürtel an den Franzosen Gratien Tonna (35-4), welcher im letzten Kampf gegen Rodrigo Valdez um den Weltmeistertitel gekämpft hatte und im Anschluss eine erneute Titelchance gegen Carlos Monzón erhielt.
Gegen Frank Lucas wurde er im Mai 1977 erneut britischer Meister, verlor aber die erste Titelverteidigung gegen Alan Minter. Gegen Minter blieb Finnegan auch in zwei weiteren Begegnungen seiner Karriere sieglos. 1978 boxte er zweimal im Boston Garden gegen Marvin Hagler und verlor jeweils durch technischen Knockout. Im Dezember 1978 unterlag er zudem gegen Ayub Kalule.
Im November 1979 wurde er mit einem Punktesieg gegen Tony Sibson (33-2) zum dritten Mal britischer Meister und schlug im Februar 1980 nun auch Gratien Tonna (44-7) beim Kampf um die vakante Europameisterschaft. Den Titel verteidigte er im Mai 1980 in der Olympiahalle München per Unentschieden gegen Georg Steinherr. Im September 1980 verlor er den EM-Gürtel durch eine Punktniederlage an den Italiener Matteo Salvemini (21-0). Dies war sein zugleich letzter Boxkampf.

## Nach dem Boxen
Nach seiner aktiven Karriere kaufte er eine Farm und malte Bilder, eine Leidenschaft, die er schon während seiner Zeit als Boxer ausgelebt hatte. Zudem betrieb er einige Jahre eine Bar in Marbella. Seine letzten Lebensjahre verbrachte er in Hillingdon, wo er im Alter von 60 Jahren verstarb.